# Чадир-Лунга
Чади́р-Лу́нга (рум. Ceadir Lunga, гаг. Çadır Lunga) — місто в Молдові, на річці Лунга. залізнична станція. Друге за величиною місто в Гагаузькій автономії. 20079 жителів (2004), в основному гагаузи; також проживають росіяни, болгари, молдовани, українці, євреї й інші.

## Етимологія
«Чадир» у перекладі з гагаузької — традиційний тюркський намет (юрта); «Лунга» — назва річки, на березі якої розташований місто. По легенді на місці міста в часи печенігів, а потім і татар, зупинялися на тимчасове пристановище кочівники, розбиваючи свої чадири (юрти). Звідси пішло назву Чадир. До 1958 було два села Чадир і Тирасполь, які рішенням Президії Верховної Ради МРСР були об'єднані 9 червня 1958 р. у місто Чадир-Лунга.

## Економіка
Розвинені галузі: харчова (у тому числі виноробна, тютюнова), промисловість: завод електротермічного встаткування, килимова фабрика, найбільші на півдні Молдови комбінат хлібопродуктів, тютюново-ферментаційний завод, 3 текстильні фабрики з іноземним капіталом.
У Чадир-Лунзі розташований єдиний у Молдові кінний завод по розведенню орловських рисаків, а також єдиний у Молдові іподром. Щороку 6 травня в Національний день Св. Георгія «Хедерлез» проводяться перегони й показові заїзди.
Неподалік від міста у двох різних напрямках діють два пункти пропуску на кордоні з Україною Чадир-Лунга—Нові Трояни та Чадир-Лунга—Малоярославець 1.

## Освіта
У місті діють 4 ліцеї,4 школи й 6 дитячих садів. У центрі міста розташований Гагаузький національний театр імені Михайла Чакіра.
У місті діє молодіжна організація «Інтеграція», область активності — неформальне утворення для молоді, у тому числі для вихованців регіонального інтернату.

## Визначні пам'ятки
У місті спорудять храм Казанській ікони Богоматері, що є точною копією, зруйнованого в 1972 р. комуністами. Архітектурний ансамбль храму виконаний у візантійському стилі, що зробить даний храм однієї з визначних пам'яток міста. Є в Чадир-Лунзі свій міський музей, що розташовується у відреставрованому колись купецькому будинку.

## Спорт
У місті базується футбольний клуб «Саксан».

## Галерея

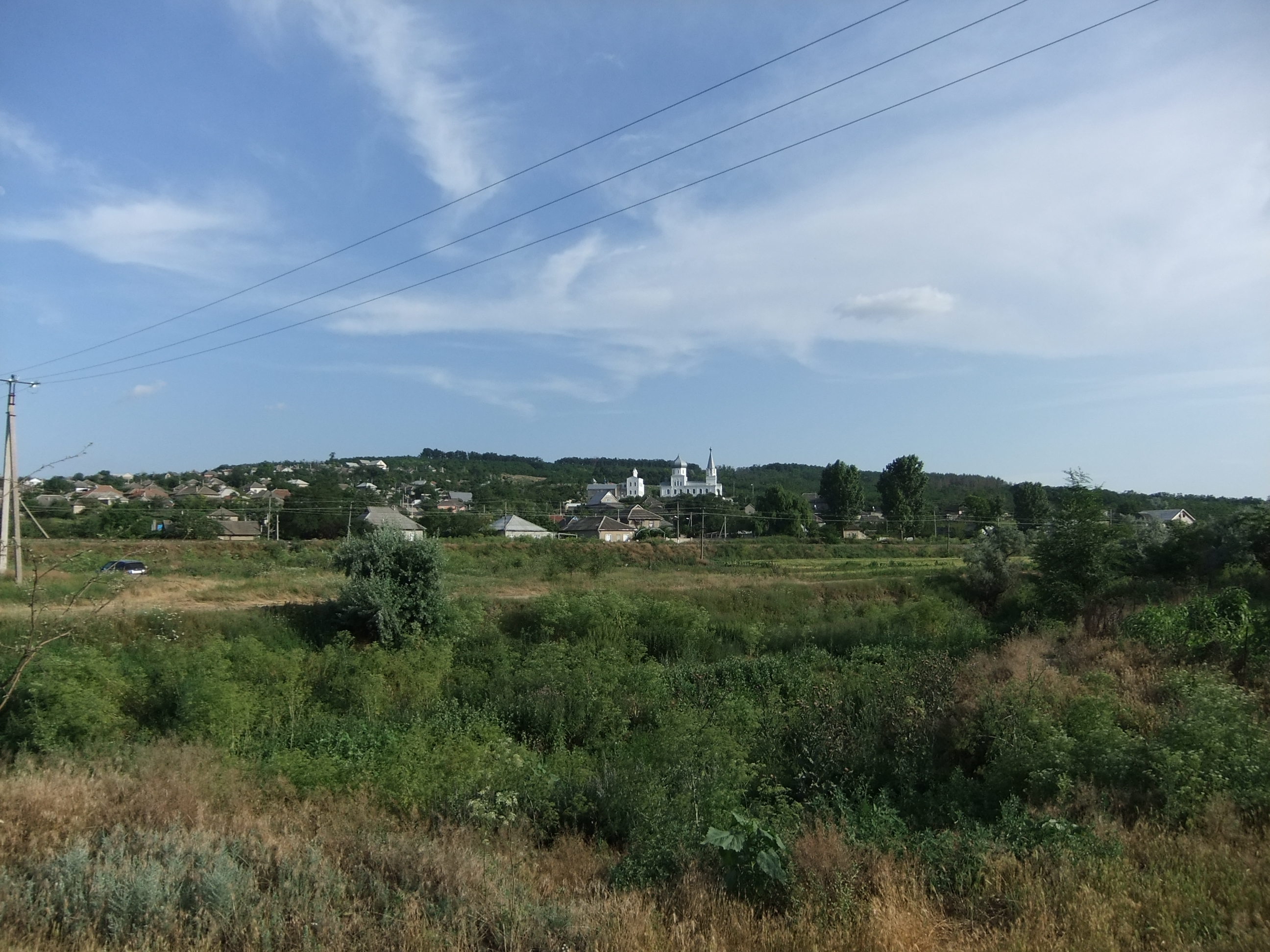
Чадир-Лунга, вид на жіночий монастир
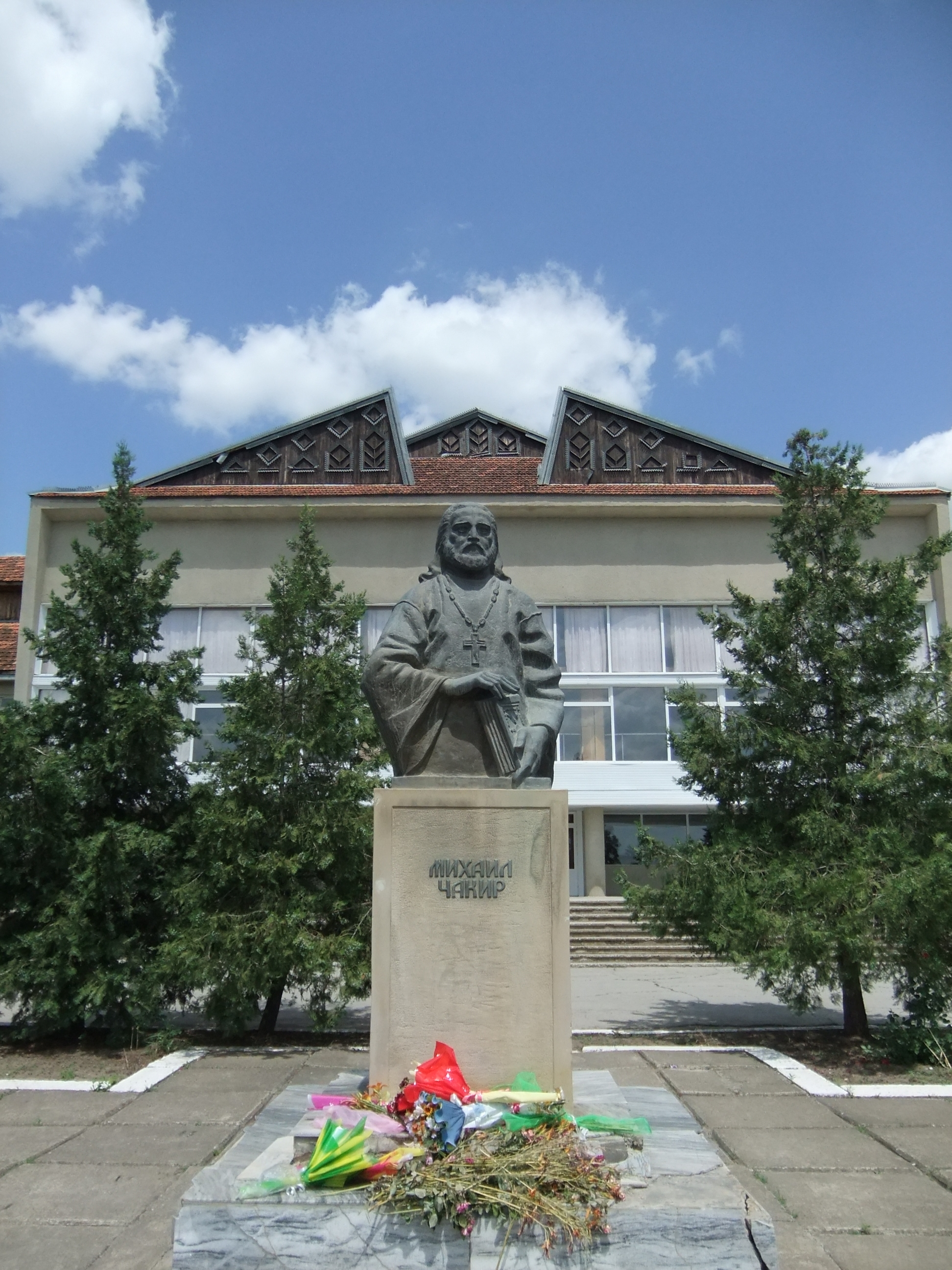
Будинок культури і пам’ятник Михайлу Чакіру
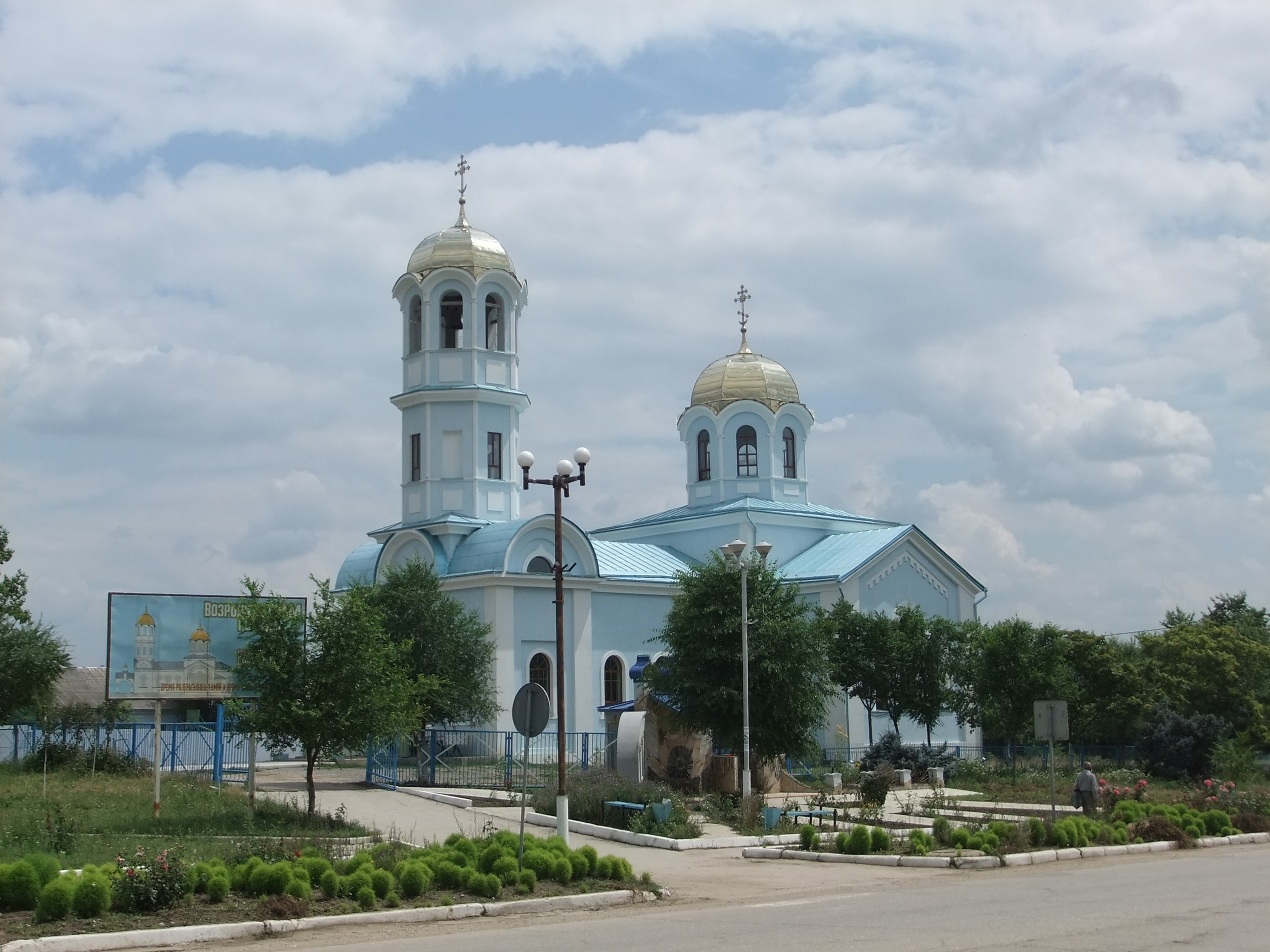
Храм Казанської ікони Божої Матері

## Відомі люди
- Карпачова Ніна Іванівна — Уповноважений Верховної Ради України з прав людини.
- Радіш Марина Іванівна (* 1982) — молдавська співачка.

## Міста-побратими
- Росія, Серпухов
- Білорусь, Речиця
- Білорусь, Добруш
- Білорусь, Солігорськ
- Болгарія, Каварна
- Болгарія, Правець
- Україна, Сіверськодонецьк
- Україна, Болград
- Молдова, Комрат
- Туреччина, Бурса
- Туреччина, Ізміт
- Румунія, Текіргел